# Ponte Ferroviária de Santa Maria
A Ponte Ferroviária de Santa Maria, também conhecida como Ponte Ferroviária de Tavira, é uma infra-estrutura ferroviária da Linha do Algarve, que atravessa o Rio Séqua, junto à localidade de Tavira, em Portugal.

## História

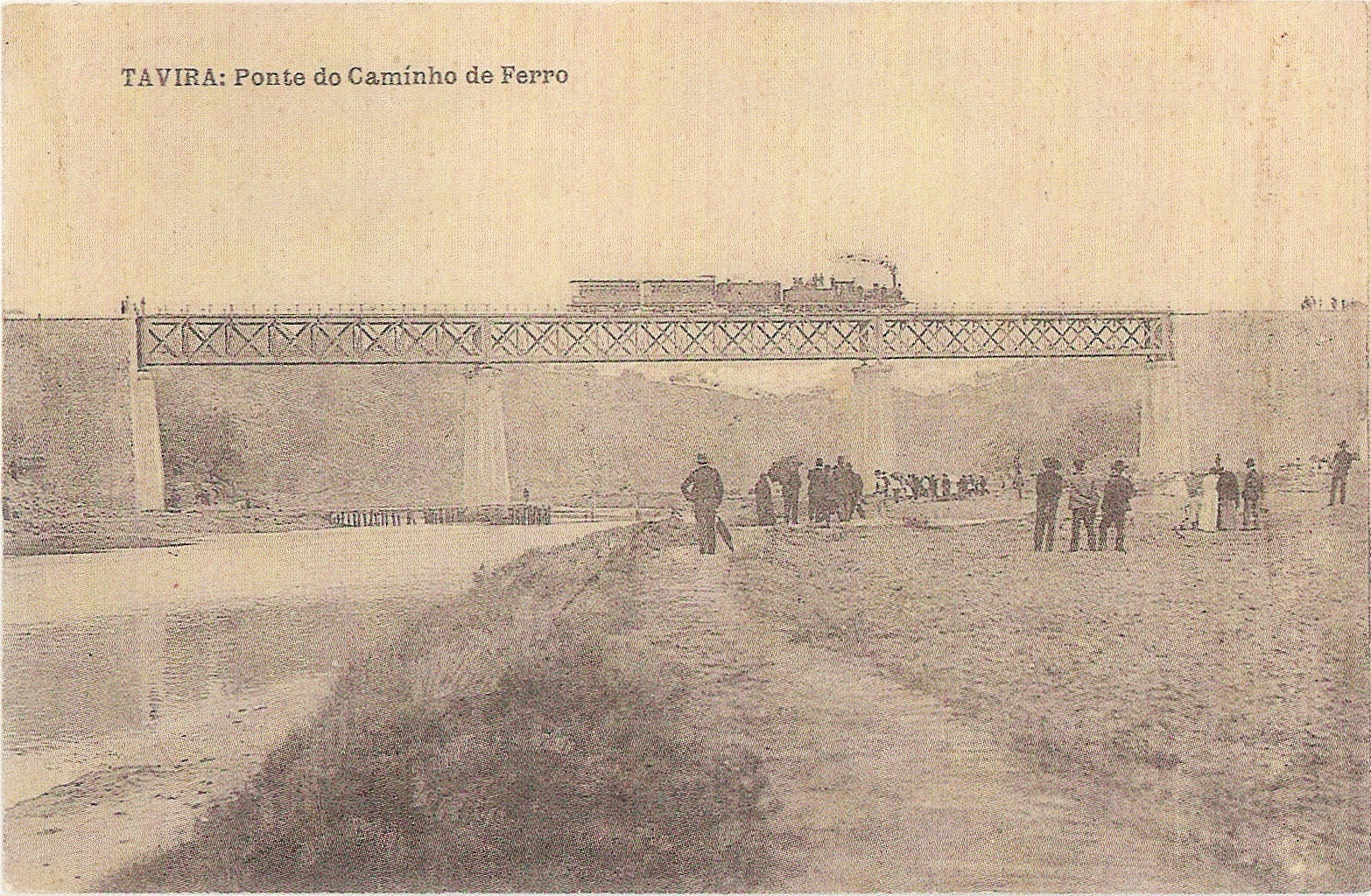
Ponte Ferroviária de Santa Maria, num bilhete postal da Década de 1910.

### Planeamento e inauguração
Em 16 de Fevereiro de 1903, o governo português aprovou o projecto e o correspondente orçamento para a construção do lanço entre Fuseta e Tavira, então considerado como parte da Linha do Sul, embora tenha determinado a elaboração de um novo projecto para esta ponte, de forma a reduzir os encargos com o tabuleiro metálico. A 7 de Novembro desse mesmo ano, o governo anunciou que iria receber as propostas para a construção da ponte no dia 23 de Dezembro. A ponte foi aberta à exploração em 14 de Abril de 1906, como parte do lanço entre Tavira e Vila Real de Santo António.

### Século XXI
Em 2008, o presidente da Câmara Municipal de Tavira, Macário Correia, tinha planeada a instalação de um sistema de iluminação nocturna para esta estrutura.
Entre Outubro de 2009 e Março de 2010, a ponte foi alvo de obras de reabilitação por parte da Rede Ferroviária Nacional, no sentido de melhorar as condições de segurança.